# Bisdom Araçatuba
Het bisdom Araçatuba (Latijn: Dioecesis Arassatubensis) is een rooms-katholiek bisdom met als zetel Araçatuba, in Brazilië. Het bisdom is suffragaan aan het aartsbisdom Botucatu.

## Geschiedenis
Het bisdom werd opgericht op 23 maart 1994, uit delen van het bisdom Lins.  

## Parochies
Het bisdom had in 2020 een oppervlakte van 9.798 km2 en telde 504.960 inwoners waarvan 86,9% rooms-katholiek was.

## Bisschoppen
- José Carlos Castanho de Almeida (23 maart 1994 - 17 september 2003)
  - Maurício Grotto de Camargo (apostolisch administrator: 17 september 2003 - 24 mei 2004)
- Sérgio Krzywy (26 mei 2004 - heden)

Botucatu (aartsbisdom) · Araçatuba · Assis · Bauru · Lins · Marília · Ourinhos · Presidente Prudente